# Crypturoperla
Crypturoperla is een geslacht van steenvliegen uit de familie Austroperlidae. De wetenschappelijke naam van het geslacht is voor het eerst geldig gepubliceerd in 1969 door Illies.

## Soorten
Crypturoperla omvat de volgende soorten:
- Crypturoperla paradoxa Illies, 1969